# موسی عمر
موسی عمر (زادهٔ ۷ مه سال ۱۹۸۱) یک روزنامه‌نگار سوری و مجری سابق برای کانال حوار است.

## زندگی‌نامه
عمر در ۷ مه ۱۹۸۱ در ادلب، سوریه به دنیا آمد، او را در دمشق مطرح شده‌است. او دبیرستان را در دمشق مورد مطالعه قرار گرفته و از دانشگاه دمشق در سال ۲۰۰۴ فارغ‌التحصیل شده‌است.

## کار
او کار خود را به عنوان روزنامه‌نگار و مجری برای شروع «شام تلویزیون» و او یکی از بنیانگذاران از کانال این بود قبل از آن توسط مقامات سوریه در سال ۲۰۰۶ بسته شد. او سپس به دوبی نقل مکان کرد تا با «خبر بین‌المللی» کار می‌کنند. در آغاز سال ۲۰۱۰، عمر به لندن، بریتانیا نقل مکان کرد و شروع به کار با حوار کانال، جایی که او به عنوان مجری نشان می‌دهد از جمله برجسته رویداد و بزرگ قیام عرب خدمت کرده.
در تاریخ ۱۴ ژوئن ۲۰۱۲ موسی را در صفحه خود در فیس بوک و توییتر رسماً اعلام استعفا از کانال حوار.

## زندگی شخصی
عمر طرفدار قیام سوریه‌است، و در بسیاری از موسسات خیریه مربوط به این موضوع را پوشش داده‌است. موسی عمر در حال حاضر در لندن ساکن است.